# Nelson Horatio Darton
Nelson Horatio Darton, född den 17 december 1865 i Brooklyn, New York, död den 28 februari 1948 i Washington, var en amerikansk geolog, som arbetade för United States Geological Survey.
Darton började arbeta i sin morbrors läkemedelsverksamhet vid tretton års ålder och han blev också praktiserande kemist. Intresset för geologi började som en bisyssla, och år 1886 blev han anställd vid USGS.
Darton var expert på geologiska fotografier, en nämnvärd skapare av geologiska kartor och hydrogeolog. Han belönades med Penrosemedaljen 1940. Darton gjorde också viktiga paleontologiska upptäckter.